# Campioni italiani assoluti di atletica leggera indoor - Prove multiple femminili
Questa pagina raccoglie un elenco di tutte le campionesse italiane dell'atletica leggera nel pentathlon indoor, specialità introdotta ai campionati italiani assoluti di atletica leggera indoor nell'edizione del 1973.
Da allora questa specialità continua a far parte del programma della manifestazione, anche se ha subito delle variazioni: dal 1973 al 1975 le gare in programma erano 60 metri ostacoli, salto in alto, getto del peso, salto in lungo e 200 metri piani; dal 1976 al 1988, con esclusione delle edizioni 1979, 1984, 1985 e 1986, i 200 metri sono stati sostituiti dai 600 metri piani, mentre in tutte le altre edizioni (e ancora oggi) la successione delle gare è diventata: 60 metri ostacoli, salto in alto, getto del peso, salto in lungo e 800 metri piani.
Nel 1978 le prove multiple non furono comprese tra le gare dei campionati italiani assoluti di atletica leggera indoor. Dal 1981 è in vigore la tabella internazionale per l'assegnazione dei punteggi, che ha sostituito la tabella italiana in uso fino al 1990.

## Albo d'oro
| Gara                                           | Anno | Atleta (società)                                | Prestazione           |
| ---------------------------------------------- | ---- | ----------------------------------------------- | --------------------- |
| Pentathlon 60 hs - alto - peso - lungo - 200 m | 1973 | Tosca Degli Innocenti Atletica Viareggio        | 3 724 p.              |
| Pentathlon 60 hs - alto - peso - lungo - 200 m | 1974 | Rita Bottiglieri SNIA Milano                    | 4 214 p.              |
| Pentathlon 60 hs - alto - peso - lungo - 200 m | 1975 | Anna Aldrighetti Atletica Pomezia               | 3 802 p.              |
| Pentathlon 60 hs - alto - peso - lungo - 600 m | 1976 | Anna Aldrighetti SNIA Milano                    | 3 964 p.              |
| Pentathlon 60 hs - alto - peso - lungo - 600 m | 1977 | Antonella Ferrario Atletica Parente             | 3 547 p.              |
|                                                | 1978 | Gara non in programma                           | Gara non in programma |
| Pentathlon 60 hs - alto - peso - lungo - 800 m | 1979 | Anna Aldrighetti SNIA Milano                    | 3 959 p.              |
| Pentathlon 60 hs - alto - peso - lungo - 600 m | 1980 | Barbara Bachlechner SSV Bruneck                 | 3 874 p.              |
| Pentathlon 60 hs - alto - peso - lungo - 600 m | 1981 | Rosanna Rosati CUS Roma                         | 3 655 p.              |
| Pentathlon 60 hs - alto - peso - lungo - 600 m | 1982 | Rosanna Rosati CUS Roma                         | 3 837 p.              |
| Pentathlon 60 hs - alto - peso - lungo - 600 m | 1983 | Esmeralda Pecchio SNIA Milano                   | 3 791 p.              |
| Pentathlon 60 hs - alto - peso - lungo - 800 m | 1984 | Cristina Scatto ?                               | 3 916 p.              |
| Pentathlon 60 hs - alto - peso - lungo - 800 m | 1985 | Claudia Del Fabbro SNIA BPD Milano              | 3 716 p.              |
| Pentathlon 60 hs - alto - peso - lungo - 800 m | 1986 | Claudia Del Fabbro SNIA BPD Milano              | 4 016 p.              |
| Pentathlon 60 hs - alto - peso - lungo - 600 m | 1987 | Claudia Del Fabbro SNIA BPD Milano              | 4 245 p.              |
| Pentathlon 60 hs - alto - peso - lungo - 600 m | 1988 | Maria Costanza Moroni Dopolavoro Zegna Trivero  | 4 012 p.              |
| Pentathlon 60 hs - alto - peso - lungo - 800 m | 1989 | Ifeoma Ozoeze Fiamma Veneto                     | 4 020 p.              |
| Pentathlon 60 hs - alto - peso - lungo - 800 m | 1990 | Claudia Del Fabbro SNIA BPD Milano              | 4 120 p.              |
| Pentathlon 60 hs - alto - peso - lungo - 800 m | 1991 | Ifeoma Ozoeze Snam Gas Metano                   | 4 054 p.              |
| Pentathlon 60 hs - alto - peso - lungo - 800 m | 1992 | Ifeoma Ozoeze Snam Gas Metano                   | 4 222 p.              |
| Pentathlon 60 hs - alto - peso - lungo - 800 m | 1993 | Claudia Del Fabbro Snam Gas Metano              | 3 970 p.              |
| Pentathlon 60 hs - alto - peso - lungo - 800 m | 1994 | Karin Periginelli Cises Frascati                | 4 246 p.              |
| Pentathlon 60 hs - alto - peso - lungo - 800 m | 1995 | Gertrud Bacher Sportverein Lana Raika           | 4 013 p.              |
| Pentathlon 60 hs - alto - peso - lungo - 800 m | 1996 | Karin Periginelli Cises Frascati                | 4 202 p.              |
| Pentathlon 60 hs - alto - peso - lungo - 800 m | 1997 | Karin Periginelli Cises Frascati                | 4 385 p.              |
| Pentathlon 60 hs - alto - peso - lungo - 800 m | 1998 | Karin Periginelli Cises Frascati                | 4 163 p.              |
| Pentathlon 60 hs - alto - peso - lungo - 800 m | 1999 | Gertrud Bacher Sportverein Lana Raika           | 4 165 p.              |
| Pentathlon 60 hs - alto - peso - lungo - 800 m | 2000 | Karin Periginelli Cises Frascati                | 4 188 p.              |
| Pentathlon 60 hs - alto - peso - lungo - 800 m | 2001 | Silvia Dalla Piana SAI Assicura                 | 4 241 p.              |
| Pentathlon 60 hs - alto - peso - lungo - 800 m | 2002 | Gertrud Bacher Sportverein Lana Raika           | 4 106 p.              |
| Pentathlon 60 hs - alto - peso - lungo - 800 m | 2003 | Gertrud Bacher Sportverein Lana Raika           | 4 221 p.              |
| Pentathlon 60 hs - alto - peso - lungo - 800 m | 2004 | Gertrud Bacher Sportverein Lana Raika           | 4 260 p.              |
| Pentathlon 60 hs - alto - peso - lungo - 800 m | 2005 | Silvia Dalla Piana Fondiaria SAI Atletica       | 4 009 p.              |
| Pentathlon 60 hs - alto - peso - lungo - 800 m | 2006 | Cecilia Ricali Gruppo Sportivo Fiamme Azzurre   | 4 080 p.              |
| Pentathlon 60 hs - alto - peso - lungo - 800 m | 2007 | Cecilia Ricali Gruppo Sportivo Fiamme Azzurre   | 4 149 p.              |
| Pentathlon 60 hs - alto - peso - lungo - 800 m | 2008 | Francesca Doveri Centro Sportivo Esercito       | 4 236 p.              |
| Pentathlon 60 hs - alto - peso - lungo - 800 m | 2009 | Francesca Doveri Centro Sportivo Esercito       | 4 423 p.              |
| Pentathlon 60 hs - alto - peso - lungo - 800 m | 2010 | Cecilia Ricali Gruppo Sportivo Fiamme Azzurre   | 4 205 p.              |
| Pentathlon 60 hs - alto - peso - lungo - 800 m | 2011 | Francesca Doveri Centro Sportivo Esercito       | 4 224 p.              |
| Pentathlon 60 hs - alto - peso - lungo - 800 m | 2012 | Cecilia Ricali Gruppo Sportivo Fiamme Azzurre   | 4 146 p.              |
| Pentathlon 60 hs - alto - peso - lungo - 800 m | 2013 | Laura Rendina Società Sportiva Lazio            | 4 121 p.              |
| Pentathlon 60 hs - alto - peso - lungo - 800 m | 2014 | Enrica Cipolloni Gruppo Sportivo Fiamme Oro     | 4 036 p.              |
| Pentathlon 60 hs - alto - peso - lungo - 800 m | 2015 | Laura Oberto Bracco Atletica                    | 4 176 p.              |
| Pentathlon 60 hs - alto - peso - lungo - 800 m | 2016 | Ottavia Cestonaro Gruppo Sportivo Forestale     | 3 792 p.              |
| Pentathlon 60 hs - alto - peso - lungo - 800 m | 2017 | Ottavia Cestonaro Centro Sportivo Carabinieri   | 4 060 p.              |
| Pentathlon 60 hs - alto - peso - lungo - 800 m | 2018 | Enrica Cipolloni Gruppo Sportivo Fiamme Oro     | 3 860 p.              |
| Pentathlon 60 hs - alto - peso - lungo - 800 m | 2019 | Sveva Gerevini Cremona Sportiva Atletica Arvedi | 3 904 p.              |
| Pentathlon 60 hs - alto - peso - lungo - 800 m | 2020 | Sveva Gerevini Cremona Sportiva Atletica Arvedi | 4 031 p.              |
| Pentathlon 60 hs - alto - peso - lungo - 800 m | 2021 | Marta Giovannini Atletica Livorno 1950          | 3 991 p.              |
| Pentathlon 60 hs - alto - peso - lungo - 800 m | 2022 | Sveva Gerevini Centro Sportivo Carabinieri      | 4 451 p.              |
| Pentathlon 60 hs - alto - peso - lungo - 800 m | 2023 | Sveva Gerevini Centro Sportivo Carabinieri      | 4 411 p.              |